# Ангус, Рональд
Рональд Ангус (род. 16 ноября 1956, Гамильтон, Онтарио) — канадский самбист и дзюдоист, бронзовый призёр чемпионата мира 1991 года в Монреале, бронзовый призёр соревнований по самбо Всемирных игр 1993 года в Гааге.
Выступал во второй средней (до 90 кг) и полутяжёлой (до 100 кг) весовых категориях. Проживает в городе Берлингтон. Является руководителем спортивного клуба «Full Circle Judo Club». Организатор международного турнира по дзюдо в Онтарио. На летних Олимпийских играх 1996 года в Атланте был тренером сборной команды Новой Зеландии по дзюдо. В 2010 году был введён в Зал спортивной славы Берлингтона. Является автором собственной программы подготовки по дзюдо.